# Домарский, Ян
Ян А́нджей Дома́рский (пол. Jan Andrzej Domarski; 28 октября 1946, Жешув, Польша) — польский футболист, выступавший на позиции нападающего, после завершения карьеры — футбольный тренер.
В составе сборной Польши становился бронзовым призёром чемпионата мира 1974 года.

## Карьера

### Клубная
Ян Домарский начал карьеру в «Стали» (Жешув), в которой провёл 9 сезонов. После того, как «Сталь» вылетела из I лиги, Домарский перешёл в одноимённый клуб из Мелеца, с которым дважды выигрывал чемпионат Польши. После двух сезонов во французском «Ним Олимпик», Домарский вернулся в [Польшу, а затем переехал в США, где завершал карьеру в любительском клубе «Висла» (Чикаго).

### В сборной
Дебют Яна Домарского в сборной Польши состоялся 4 августа 1967 года в отборочном матче Олимпийского турнира против сборной Советского Союза. После этого 3 года за сборную не выступал и следующий матч провёл только 22 июля 1970 года, выйдя на замену во встрече с Ираком. Затем снова последовал перерыв на 3 года.

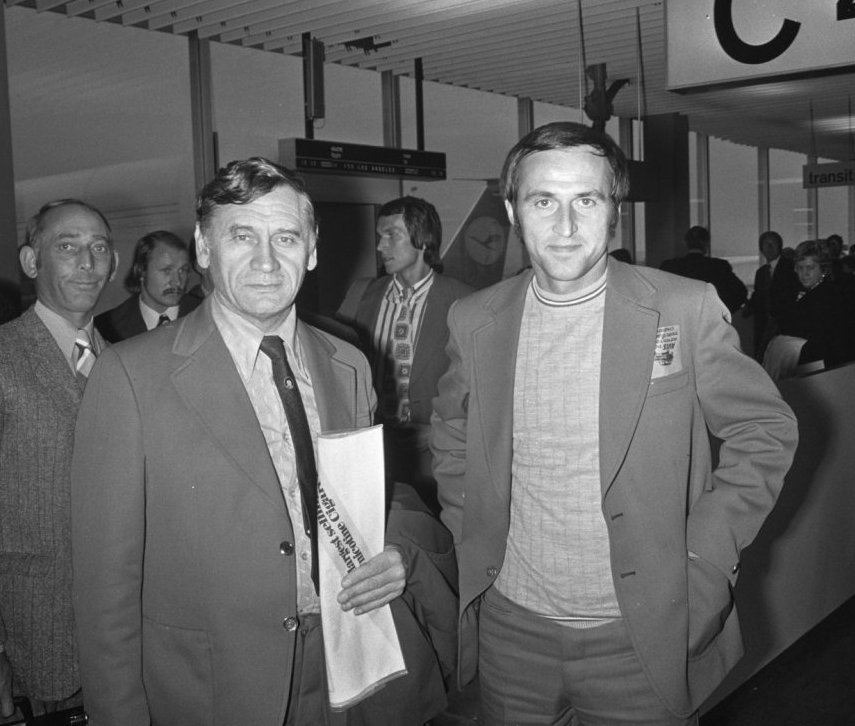
Тренер Казимеж Гурский и Ян Домарский в октябре 1973

Домарский, возможно, больше и не сыграл бы за сборную, если бы не травма Влодзимежа Любаньского, которого он заменил в отборочном матче чемпионата мира-1974 против сборной Англии 6 июня 1973 года. В следующем отборочном матче против Уэльса Домарский вышел на поле с первых минут и забил мяч, а 17 октября в ответной встрече с англичанами на «Уэмбли» он открыл счёт. Матч завершился вничью, которая вывела сборную Польши в финальный турнир. Гол Домарского позже был включён The Times в список 50 наиболее важных голов в истории футбола.
На ЧМ-1974 Домарский принял участие в трёх матчах, лишь один из которых: 3 июля против сборной ФРГ — он отыграл полностью. Всего за сборную Польши провёл 17 матчей и забил 2 мяча.

## Достижения
- Бронзовый призёр чемпионата мира: 1974
- Чемпион Польши (2): 1972/73, 1975/76
- Финалист Кубка Польши: 1975/76

## Личная жизнь
Сын Яна Домарского Рафал Домарский (р. 1973)— также профессиональный футболист, нападающий, выступавший за «Сталь» (Жешув), «Сталь» (Мелец) и «Хутник».